# 黄鐦
黃鐦（英語：Wong Hoi），香港導演、編劇及監製。

## 生平
黃鐦於2010年畢業於英國華威大學工程系，在學期間曾接觸機燈組工作。畢業後回港，2011年完成香港電影工作者總會主辦的第三屆「電影專業培訓計劃」，並開始參與製作廣告、宣傳短片及MV。2016年憑短片《Harsh Light》獲得MM2「新晉導演計劃」的評審大獎優異獎。2017年與黃綺琳、梅諾謙和呂榮棟一同發起本地短片影展「坎坷影展」，目前只辦了一屆。2018年憑短片《鬆鬆那年》入圍「辛丹斯電影節：香港」短片比賽。2019年憑《刺殺黃大仙》電影計劃於第17屆HAF香港亞洲投資會獲得亞洲奇幻電影網絡大獎、MM2大獎及HAF香港亞洲投資會大獎，原定由郭子健監製，至今尚未開拍。2022年執導個人首部劇情長片《猛鬼3寶》。同年他與黃綺琳以自資方式開拍《填詞L》，電影於2023年完成，入圍第60屆金馬獎最佳女主角及最佳改編劇本，獲提名第42屆香港電影金像獎最佳女主角、最佳原創電影音樂，並贏得最佳原創電影歌曲。。

## 導演作品
- 2011 《門鈴》短片，獲「香港電影工作者總會」電影專業培訓計劃課程最優秀獨立短片銀獎。
- 2016 《Harsh Light》短片，廖子妤、周祉君主演。獲MM2「新晉導演計劃」的評審大獎優異獎。
- 2017 《鬆鬆那年》短片，周祉君、麥子樂、易健兒主演。ifva 48小時短片製作挑戰賽作品，入圍「辛丹斯電影節：香港」短片比賽。
- 2018 《魔鬼的泛音》短片，香港電影導演教室作品。
- 2018 《通感戀人》騰訊12集短劇。
- 2019 《大鑊廚聖》短片，周祉君、易健兒主演。香港中西區民政事務處及MM2合辦短片節邀請拍攝。
- 2022 《猛鬼3寶》（電影）
- 2022 《＃她和她的戀愛小動作》，Viu 原創網絡劇，羅耀輝聯合導演。

## 監製作品
- 2023 《填詞L》（電影）